# Courants de l'islam
Les courants de l'islam sont les différents mouvements, rites et écoles philosophiques qui sont progressivement apparus au cours de l'histoire de l'islam, à la suite de questions qui sont apparues autour de thèmes comme l'organisation du pouvoir politique, celle de la société, du culte.
Il s'agit essentiellement de questions pour lesquelles on ne trouve pas de réponse claire et univoque dans le Coran et dans la Tradition. La diversité des réponses et des interprétations sera à l'origine d'écoles dans les domaines de la jurisprudence et de la théologie.
Les principaux courants proviendront de la grande division entre kharijisme, sunnisme et chiisme, chacun d'eux se ramifiant à son tour. Ainsi — pour s'en tenir ici à quelques grandes subdivisions qui elles-mêmes donneront souvent lieu à de nouvelles subdivisions — on aura dans le kharijisme différents courants (dont le seul survivant est l'ibadisme), dans le sunnisme les quatre grandes écoles juridiques, et dans le chiisme les courants duodécimain, zaydite et ismaélien. On mentionnera aussi le soufisme, qui connaît de nombreuses voies (liées soit au chiisme soit au sunnisme), mais aussi, plus tardivement, des courants qui ne dépendent pas de la division « initiale » entre kharijisme, sunnisme et chiisme, comme le coranisme ou le murjisme. Enfin, on trouve des courants plus récents comme le wahhabbisme (qui remonte au XVIIIe siècle) ou le Nation of islam apparu au début du XXe siècle.

## Un cadre
On commencera par poser une sorte de cadre dans lequel s'inscrit la diversité des courants de l'islam, en nous appuyant sur les remarques éclairantes de deux islamologues. D'une part, Henri Laoust souligne l'identité de l'Islam, qui est contenue dans la double affirmation fondamentale de la shahada : Il n'y a d'autre dieu que Allah, et Mahomet est son envoyé. Cette proclamation se traduit par l'acceptation du Coran et la reconnaissance de la mission de Mahomet. Cependant, poursuit Laoust, au-delà de ce socle constitutif, l'Islam n'est pas un: « De fort bonne heure, il s'est diversifié en une pluralité étonnante de sectes ou d'écoles qui se sont souvent combattues et parfois même mutuellement condamnées. »
De  son côté, Louis Gardet relève dans Les hommes de l'islam que les différences entre les courants de cette religion s'inscrivent dans une dialectique de l'unité et de la diversité. Et il ouvre la troisième partie de ce même ouvrage, intitulée« Un islam ou des islam(s)? », par ces réflexions éclairantes pour le sujet de cet article et qui en dessinent le cadre: 

Principaux courants de l'islam.

« Comme toutes les grandes religions, l'Islam connut la multiplicité des écoles, des divisions, des sectes ou schismes. L'école, c'est le madhhab; la division, le khilâf; la secte, la firqa. Ce dernier pourrait également se traduire par "schisme". Mais il faut noter aussitôt qu'il n'a point en arabe, le sens péjoratif de "secte" ou "schisme" dans les langues européennes, et qu'il désigne également la "fraction de tribu", le "clan". La firqa (pl. firaq) est une troupe d'hommes différenciée (de toute autre). Si bien que ce que nous appellerions un peu vite peut-être, "ligne orthodoxe" (ou mieux: dominante) est aussi firqa. Plutôt que des sectes ou des schismes disons plutôt que les firaq sont les "groupes" ou les familles spirituelles de l'islam. »

Il poursuit: 

« Certes, les firaq, à la fois "sectes" et "familles spirituelles" lutteront les unes contre les autres, parfois violemment, souvent les armes à la main. C'est au nom de la pureté et de la vérité de l'Islam qu'elles s'opposent; donc au nom du Coran, de l'enseignement du Prophète [Mahomet] et de la "religion des Anciens", al-dîn al-'atîq. »

Gardet note enfin que les firaq présentent des revendications fondamentales, initialement d'ordre politico-religieux, qui détermineront au cours des siècles des modulations dans les croyances et les comportements, dans les réactions du cœur ainsi que de l'esprit. Modulations qui, à leur tour, produiront dans chaque firqa des divergences d'écoles, dans les domaines du droit, de la théologie et de l'exégèse. 

## Vue générale

### Les écoles sunnites

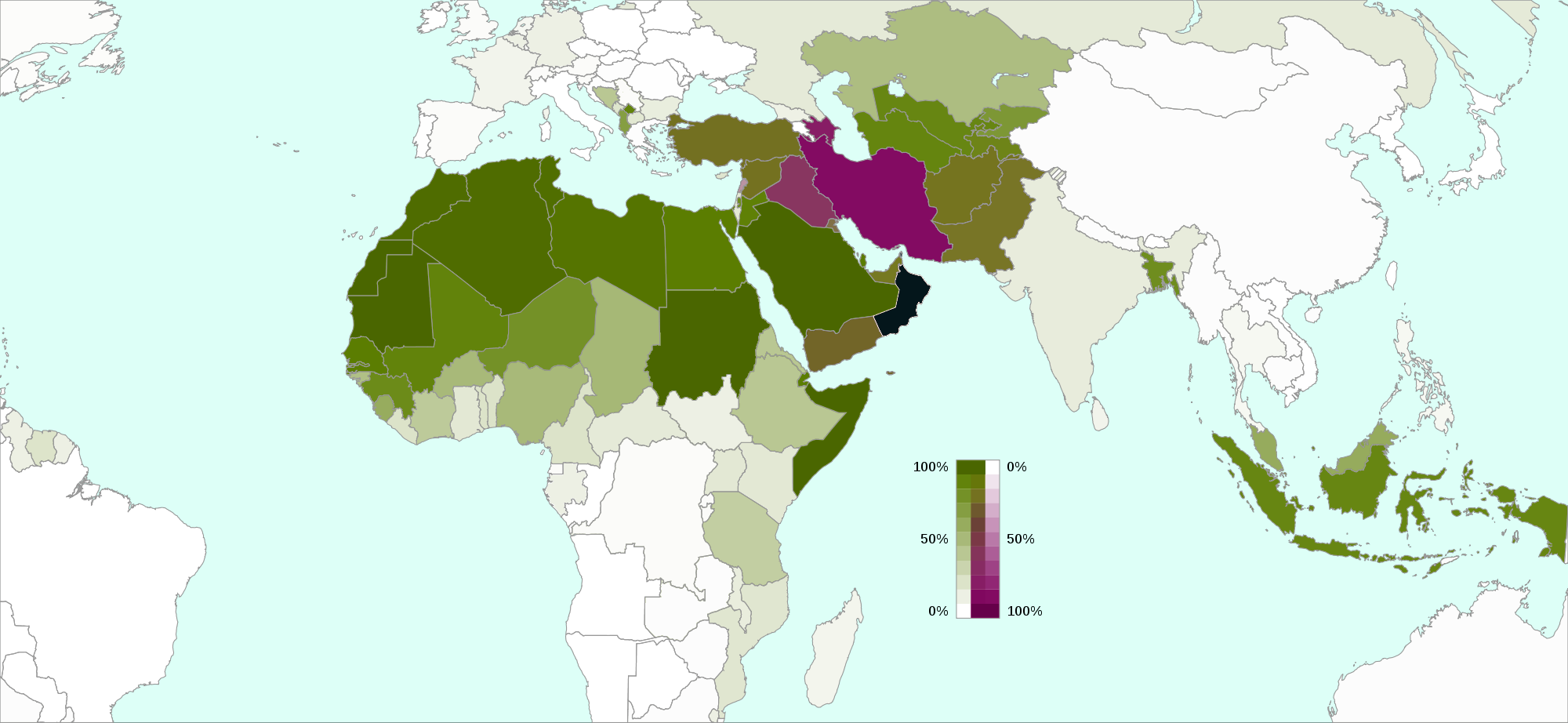
Pourcentage de musulmans par pays : en vert : sunnisme, en violet : chiisme, en noir : ibadisme. État de la carte: décembre 2022.

La branche sunnite (de sunna, « tradition »), majoritaire avec 87 à 90 % des musulmans (chiffres 2009), se fonde sur l'usage des hadîths (les paroles et les actes de Mahomet), qu'elle adjoint au Coran pour la prise de décisions théologiques ou l'élaboration de lois. Selon le poids accordé aux sources et la manière d'établir la loi musulmane (ou charia), le sunnisme se subdivise à son tour en plusieurs écoles de système juridique islamique (droit musulman), dont les principales sont le hanafisme, le malikisme, le chaféisme et le hanbalisme, qui reconnaissent mutuellement leur validité. On relèvera aussi, dans le domaine de la philosophie et de la théologie, le mutazalisme et l'acharisme.

### Le chiisme
Le chiisme regroupe 10 à 13 % des pratiquants (chiffres 2009), la plupart (entre 68% and 80%) vivant dans quatre pays: Iran, Pakistan, Inde et Irak. Sa principale branche est le chiisme duodécimain, dont la plupart des fidèles vivent en Iran et en Irak, mais aussi en Azerbaïdjan, au Bahreïn (ils sont majoritaires dans ces quatre pays) et au Liban, avec des minorités en Arabie Saoudite, au Koweït, au Pakistan, en Afghanistan ainsi qu'en Inde. Le tiers des musulmans chiites du monde vivent en Iran. Parmi les courants découlant des duodécimains, l’alévisme, qui  rassemble entre dix et vingt millions de fidèles, principalement en Turquie; les alaouites, sont approximativement quatre millions, en Syrie et en Turquie.
Les principaux autres rameaux du chiisme sont l’ismaélisme, qui compte entre quinze et trente millions de croyants, principalement dans le monde indo-persan, ainsi que le zaydisme, avec environ huit millions de pratiquants, exclusivement présents au Yémen. Il a connu plusieurs subdivisions: les druzes (essentiellement en Israël et au Liban avec environ un million de fidèles); les nizârites et les musta'ilites, ainsi que les qarmates (aujourd'hui disparus) et les Bohras (essentiellement en Inde).

### Autres courants

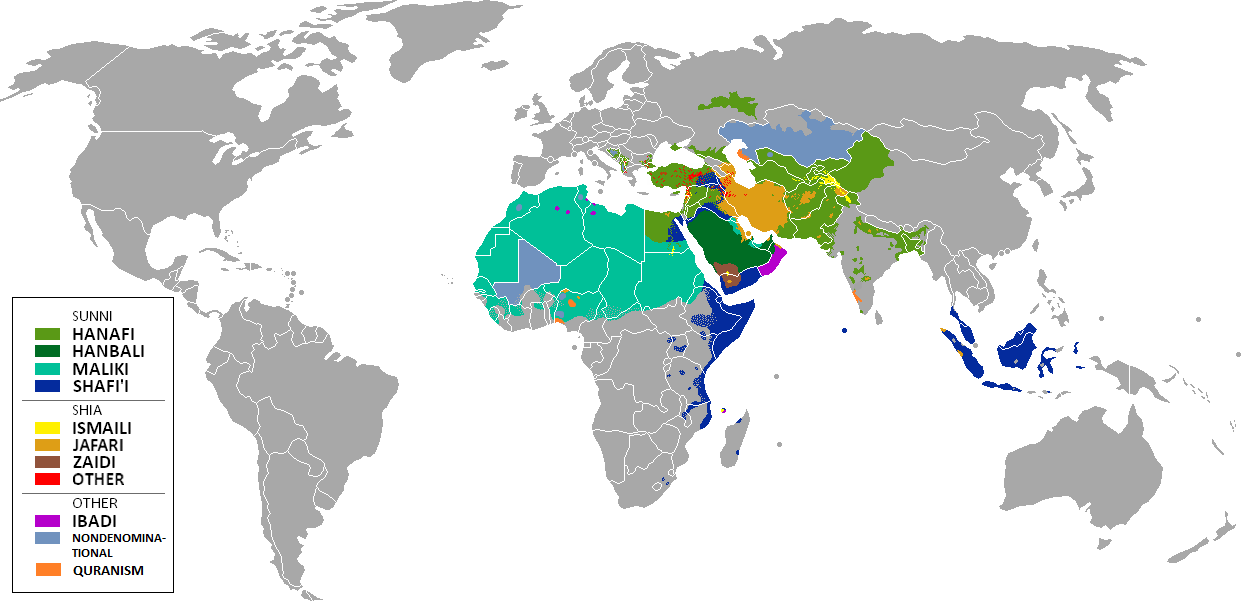
Distribution des écoles de loi islamique (madhhab) prédominantes dans les régions majoritairement musulmanes

Le seul rameau qui subsiste du kharijisme est l’ibadisme, avec environ cinq millions de fidèles, résidant à Oman, Zanzibar et dans quelques régions de Libye, d'Algérie (par exemple dans le Mzab), et de Tunisie. Ils pourraient être entre trois millions et trois millions et demi dans le monde.
L’ahmadisme, fondé à la fin du XIXe siècle (non reconnu par l’Organisation de la coopération islamique), regroupe entre dix et vingt millions de fidèles répartis dans de très nombreux États, mais présents surtout dans le sous-continent indien et sa diaspora,. Aux États-Unis, le Nation of Islam est quant à lui un courant très minoritaire : on estime que le nombre de ses adhérents oscille entre 10 000 à 50 000.
Parmi les tariqa soufies, on mentionnera les suivantes: Naqchbandiyya, Qâdiriyya, Bektachiyya, Tijâniyya, Khalwatiyya, Châdhiliyya, Mevleviye, Chishtiyya.